# Cadastre d'Ensenada

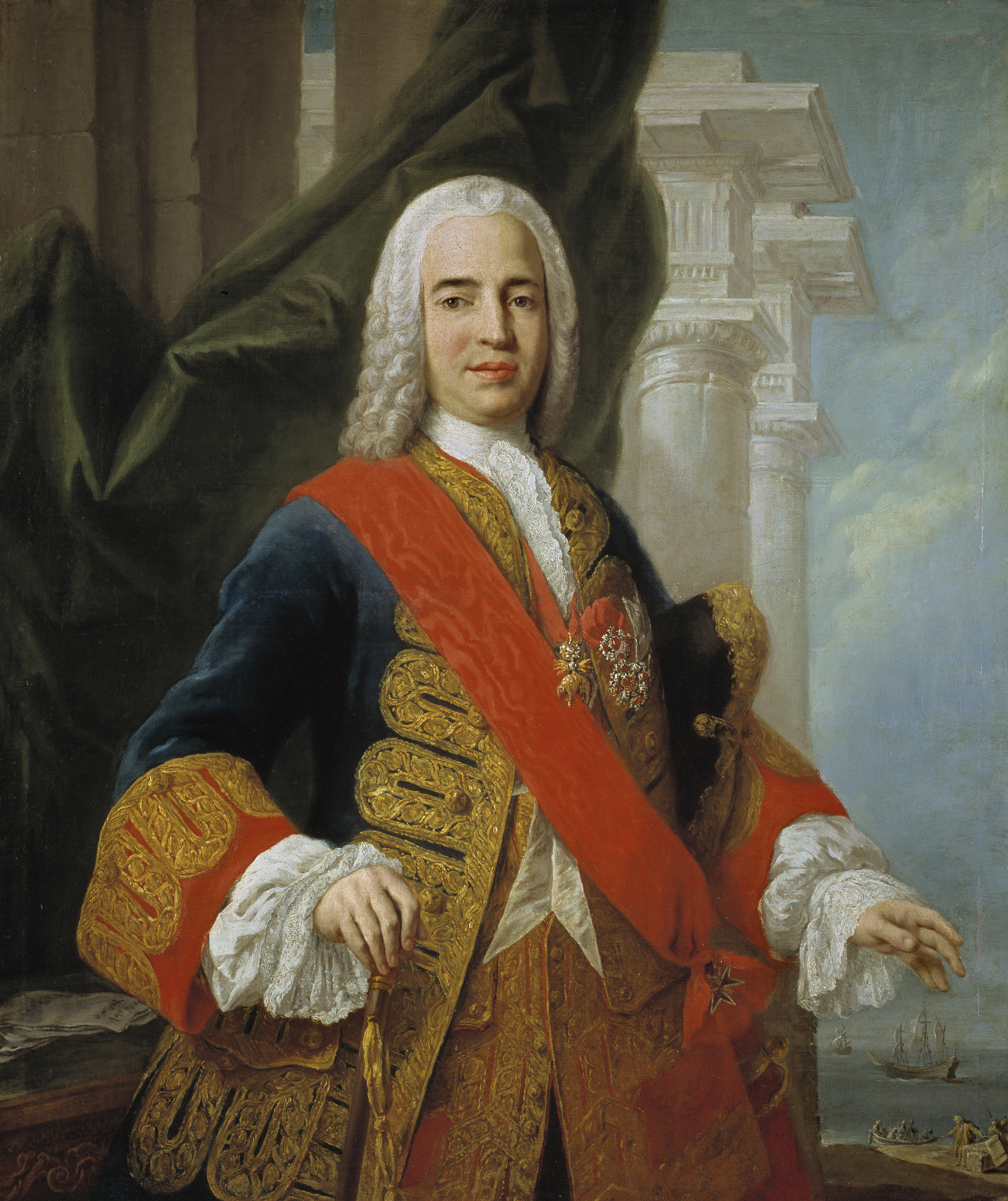
Zenón de Somodevilla y Bengoechea va ser el ministre de Felip V que va originar el projecte de la contribució única amb el cadastre a Castella.

El Cadastre d'Ensenada va ser la unificació de les dades provincials a una contribució única que es va fer a partir del 1749 a Castella. Va ser un cadastre ordenat pel rei Ferran VI a petició del seu ministre Marquès de l'Ensenada, que esperava que esdevingués una solució per les finances.
Es va posar en marxa l'1 d'octubre de 1749 amb la creació de la Junta de Ministres que implantaria l'Única Contribució. L'11 d'octubre es va decidir establir l'administració de totes les rentes de la Corona per la Reial Hisenda en totes les províncies d'Espanya, excepte Madrid, a partir de l'1 de gener de 1750. Finalment, el dia 13 va sortir l'Ordenança d'Intendents, que va estendre el sistema a tot el país i va reglamentar l'activitat d'aquests funcionaris en tots els camps. Posteriorment aquesta ordenança es traslladà a Amèrica.
El sistema va rebre moltes crítiques el 1766 per l'excessiva càrrega de feina que havia d'assumir la figura de l'intendent o corregidor en el nou sistema. Carles III va fer front a les crítiques el 13 de novembre de 1766 separant els intendents, que a partir d'ara només s'ocuparien de la Guerra i la Hisenda, dels corregidors, responsables de la Justícia i la Policia. La millor època de la institució va ser durant Ferran VI i el Ministeri Squilace, així com el regnat de Felip V, tot i que amb menys efectivitat. El nombre d'intendències va anar variant, però se sap que el 1750 hi havia 17 intendències escalonades en quatre categories.
El principal antecedent del cadastre va ser a Catalunya el 1716. Consistia en la fixació d'una suma anual que s'havia de recaptar que d'una banda gravava les finques rústiques i urbanes i de l'altra el treball personal i els beneficis comercials i mercantils. Les classes privilegiades van quedar exemptes de la part personal, però la part reial va arribar a tothom. Abans de la seva aplicació a Castella es van fer proves a Múrcia i Guadalajara durant el bienni 1745-1747.